# Svend Jensen
Pour les articles homonymes, voir Jensen.
Svend Jensen (né le 6 octobre 1905 - mort le 25 avril 1979) est un joueur de football danois, gardien de but.

## Biographie
Il gardait les buts du B 93 Copenhague et de l'équipe du Danemark durant les années 1920 et 1930.
Avec 41 sélections entre 1927 et 1939, il est le troisième gardien danois le plus capé derrière Peter Schmeichel (129) et Thomas Sørensen (59).